# Mamut columbian
Mamutul columbian (Mammuthus columbi) este o specie de mamut care a trăit în America de Nord până în Holocenul timpuriu (aprox. 11.000 de ani în urmă). Se presupune că ar fi apărut în Asia, în perioada Pleistocenului târziu, evoluând din mamutul de stepă (Mammuthus trogontherii) și părăsind apoi continentul prin Istmul Bering, intrând și răspândindu-se în America de Nord, din Alaska până-n Costa Rica. Numele de Mammuthus columbi a fost ales ca denumire pentru această specie pentru a-l onora pe navigatorul Cristofor Columb (1451-1506), cel ce a descoperit Lumea Nouă.
Mamutul columbian ajungea la o înălțime de 4 m și o greutate de aproximativ 10 t, fiind cam de aceiași mărime cu strămoșii săi, mamutul de stepă și mamutul meridional (Mammuthus meridionalis). Masculii erau în general mai mari și mai robuști decât femelele, în schimb acestea din urmă aveau osul pelvis mult mai mare. Alte caracteristici ale acestei specii sunt: simfiza mandibulară rotunjită, alveolele dentare dispuse lateral față de linia mediană și prezența părului scurt pe corp, spre deosebire de mamutul lânos (Mammuthus primigenius) contemporan cu acesta și de dimensiuni mai mici. De asemenea, mamutul columbian a fost una dintre puținele specii de mamut contemporane cu oamenii. S-au descoperit vârfuri de suliță folosite pentru vânarea mamuților, cu o vechime de aproximativ 13.000 de ani în New Mexico, aparținând culturii Clovis.

## Galerie de imagini

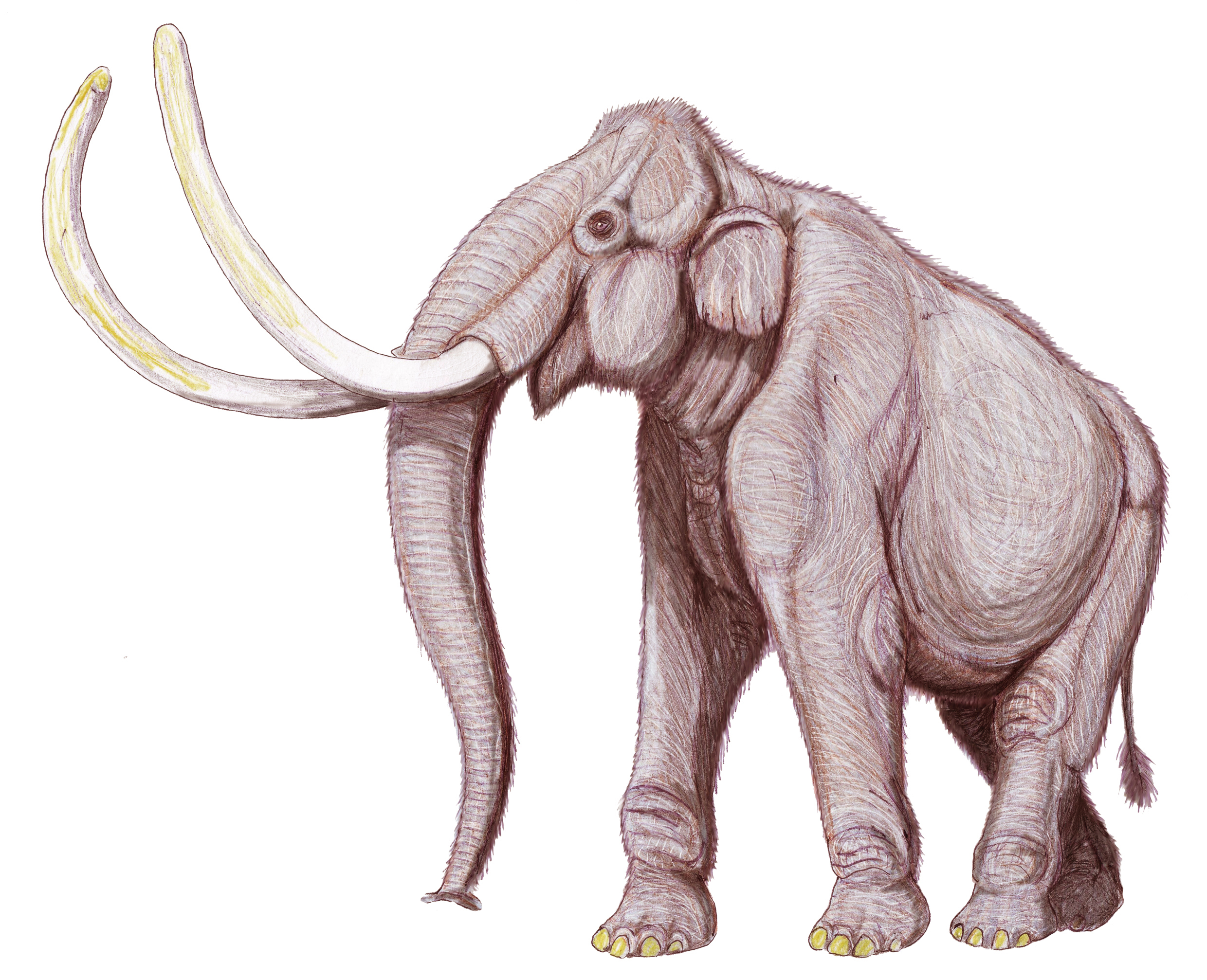
Reconstituire
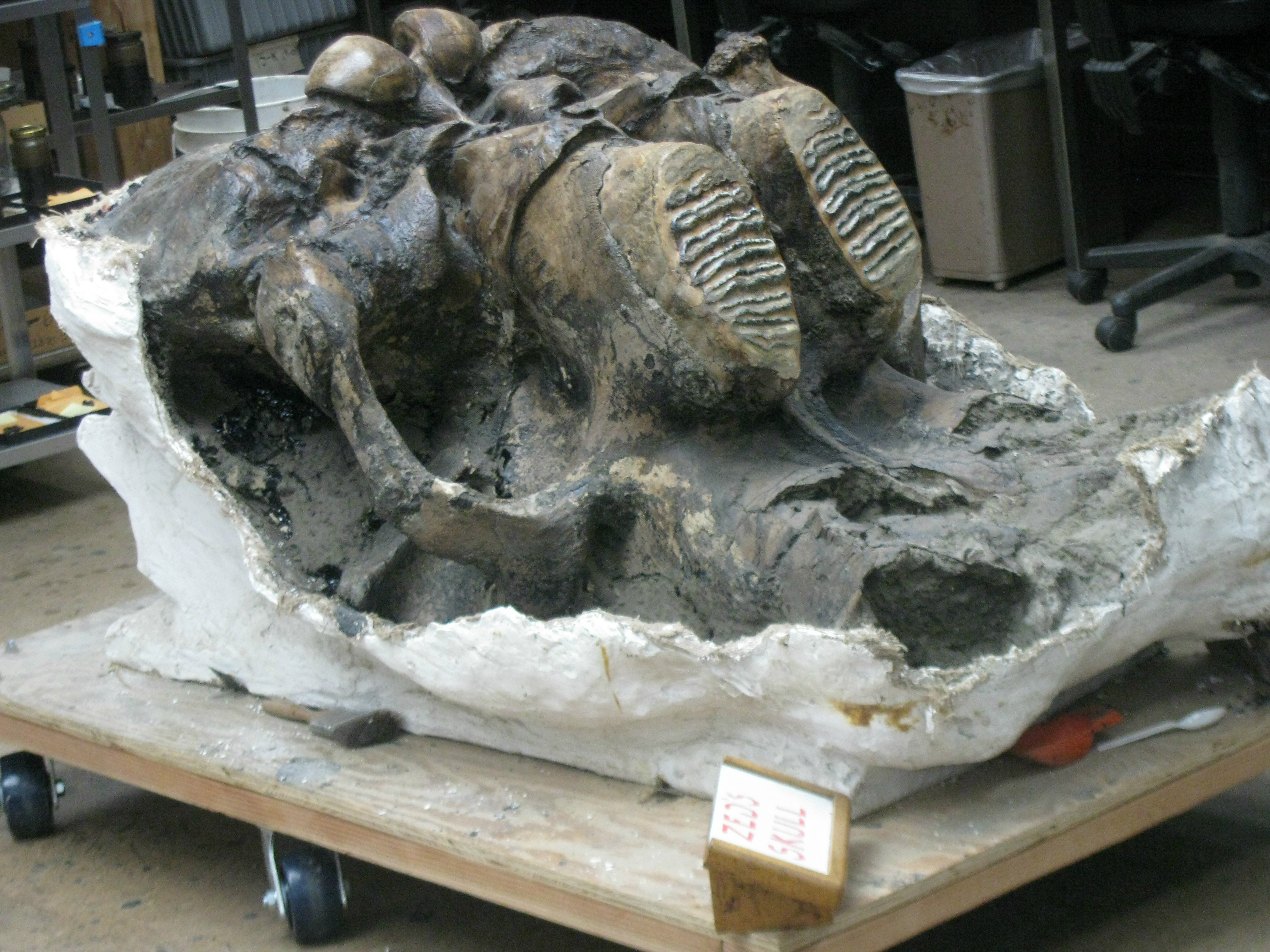
Dinți
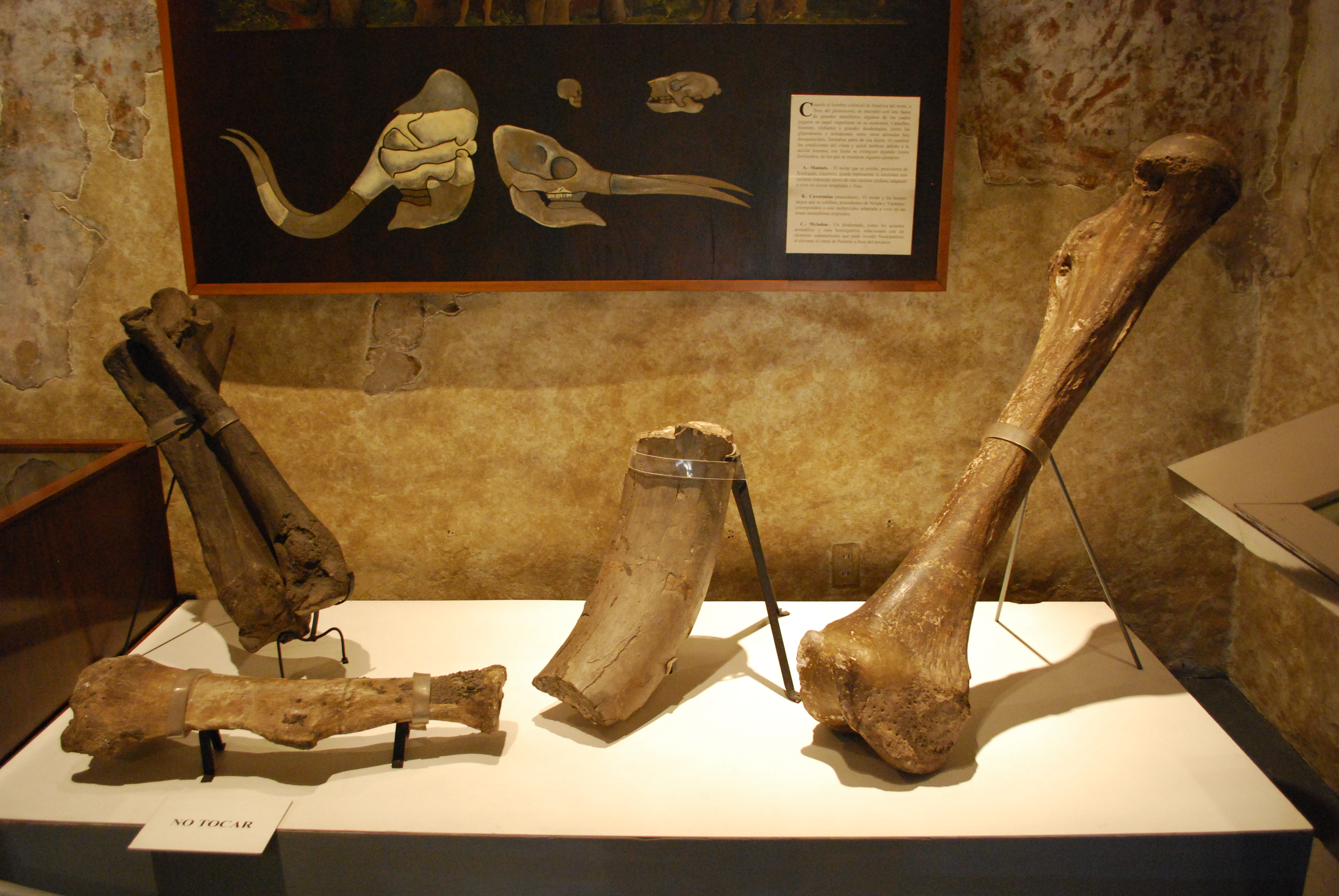
Oase